# إيرف براون
إيرف براون (بالإنجليزية: Irv Brown)‏ هو لاعب كرة قاعدة أمريكي، ولد في 30 مارس 1935، وتوفي في 3 فبراير 2019.